# 아디에무스
아디에무스(Adiemus)는 영국의 작곡가 칼 젠킨스가 만든 프로젝트 그룹의 이름이다. 또한 Adiemus라는 이름은 또한 《Songs of Sanctuary》에 수록된 첫곡의 제목이기도 하다. Adiemus라는 단어는 단순히 칼 젠킨스가 아무렇게나 지어낸 말로, 의도한 뜻은 없지만 라틴어로 "We will draw near(우리가 다가올 것이다)"라는 뜻이 된다고 한다.

## Adiemus의 장르
Adiemus 음악의 장르는 딱히 정의내리기 어렵다. 어떤 의미에서는 클래식에 가깝다. Adiemus의 모든 음악에서는 보컬이 오케스트라 음악을 배경으로 아무 의미 없는 가사를 노래한다. 노래 속 가사는 칼 젠킨스가 아무 의미 없이 만들어낸 말들이다.

## 음반 목록
- 《Adiemus: Songs of Sanctuary》 (1995)
- 《Adiemus II: Cantata Mundi》 (1997)
- 《Adiemus III: Dances of Time》 (1998)
- 《Adiemus IV: The Eternal Knot》 (2001)
- 《Adiemus V: Vocalise》 (2003)

- 《The Journey: The Best of Adiemus》 (2000)
- 《Adiemus Live》 (2002)
- 《Adiemus New Best & Live》 (2002)
- 《The Essential Adiemus》 (2003)

## Adiemus에 대한 오해
Adiemus는 아티스트 이름인 동시에 곡 제목이기 때문에 많은 사람들이 혼동할 수 있다. Adiemus에 대해 흔히 오해하는 것 중 하나는 Adiemus를 아일랜드의 가수 에냐가 불렀다고 생각하는 것이다. 실제로 Adiemus의 보컬이 에냐의 음색과 비슷하기 때문에 이런 오해가 있을 수 있다. 두 번째 오해는 "Adiemus"라는 단어의 뜻이 "성스러운 바다의 노랫소리"라는 것이다. 이것은 잘못된 것이다. 이 곡에서 상당한 영향을 받은 것이 분명해 보이는 노래 중에 사카모토 마아야의 《기적의 바다》가 있긴 하다. 두 곡의 발매 시기가 3년 정도밖에 차이가 나지 않기 때문에 2020년대 현재에 비해 매체의 미발달로 인해 정보의 습득이 늦고 디테일이 두루뭉술한 편인 90년대 사람들은 충분히 착각할만 하다.